# Acalypha stenoloba
Acalypha stenoloba é uma espécie de flor do gênero Acalypha, pertencente à família Euphorbiaceae.